# جيمي راندال
جيمي راندال (بالإنجليزية: Jimmy Randall)‏ (1 يناير 1904 في المملكة المتحدة - ) هو لاعب كرة قدم بريطاني في مركز الهجوم. لعب مع برادفورد سيتي وديربي كاونتي ونادي أشينغتون ‏.